# Epiperipatus broadwayi
Espèce
Epiperipatus broadwayi est une espèce d'onychophores équatoriales de la famille des Peripatidae. Cette espèce vit dans des crevasses et des litières de feuilles. Ce sont des prédateurs nocturnes d'autres invertébrés, qu'ils immobilisent en projetant une bave gluante produite par leurs glandes salivaires.